# Pedro Sarmiento
Pedro Enrique Sarmiento Solis (Medellín, 26 ottobre 1956 – Medellín, 30 ottobre 2024) è stato un calciatore colombiano, di ruolo centrocampista.

## Biografia

### Carriera
Giocò diverse stagioni nella massima serie del campionato colombiano con il Nacional Medellín.
Prese parte alla Copa América 1983.

### Morte
Morì a Medellín il 30 ottobre 2024 all'età di 68 anni, per complicazioni dovute a una malattia cronica diagnosticatagli cinque mesi prima, la policitemia.